# Dendrolaelaps
Dendrolaelaps – rodzaj roztoczy z kohorty żukowców i rodziny Digamasellidae. Obejmuje ponad 170 opisanych gatunków.

## Morfologia
Pajęczaki o ciele podzielonym na gnatosomę i idiosomę. Gnatosoma ma pięcioczłonowe nogogłaszczki z członem ostatnim zaopatrzonym w dwuwierzchołkowy pazurek. Epistom ma dwa lub trzy wyrostki na przedzie. Szczękoczułki mają jeden, dwa lub cztery ząbki na palcu ruchomym.
Idiosoma ma zaokrąglony brzeg tylny i od wierzchu nakryta jest dwoma wyraźnie oddzielonymi tarczkami: podonotalną (prodorsum) nad podosomą i opistonotalną (postdorsum) nad opistosomą. Przednia krawędź tarczki opistonotalnej zwykle ma wcięcie pośrodku. Tarczki brzuszna i analna zlane są w tarczkę wentro-analną. Pierwsza para szczecinek wentralnych rzędu zewnętrznego leży na niezesklerotyzowanym oskórku przed przednią krawędzią tejże tarczki. Odbyt jest niepowiększony i zajmuje mniej niż piątą część długości tarczki wentro-analnej.
Odnóża drugiej pary mają cztery szczecinki na nasadowym członie stopy. Odnóża trzeciej pary mają pięć szczecinek na krętarzach, osiem lub dziewięć szczecinek na kolanach i goleniach oraz cztery szczecinki na nasadowym członie stopy. Odnóża czwartej pary mają sześć lub osiem szczecinek na kolanach i goleniach oraz zwykle trzy lub cztery szczecinki na nasadowym członie stopy.

## Taksonomia
Takson ten wprowadzony został w 1915 roku przez Jamesa Nathaniela Halberta. Gatunkiem typowym został wyznaczony Dendrolaelaps oudemansi.
Do rodzaju tego należy ponad 170 opisanych gatunków:

- Dendrolaelaps aberratus Hirschmann et Wisniewski, 1984
- Dendrolaelaps abietis Hirschmann, 1960
- Dendrolaelaps acornutosimilis Hirschmann, 1960
- Dendrolaelaps acornutus Hirschmann, 1960
- Dendrolaelaps adelaideae Womersley, 1954
- Dendrolaelaps aegypticus Metwally et Mersal, 1985
- Dendrolaelaps apophyseosimilis Hirschmann, 1960
- Dendrolaelaps apophyseus Hirschmann, 1960
- Dendrolaelaps arenarioides Hirschmann et Wisniewski, 1982
- Dendrolaelaps arenarius Karg, 1971
- Dendrolaelaps arvicolus (Leitner, 1949)
- Dendrolaelaps australicornutus Hirschmann, 1972
- Dendrolaelaps baixuelii Ma, 1997
- Dendrolaelaps balazyi Hirschmann et Wisniewski, 1982
- Dendrolaelaps bengalensis Pramanik et Raychaudhuri, 1978
- Dendrolaelaps bhattacharyyai Hirschmann, 1974
- Dendrolaelaps bidentatus Van Daele, 1977
- Dendrolaelaps bisetus (Berlese, 1891)
- Dendrolaelaps brasiliensis Wisniewski et Hirschmann, 1984
- Dendrolaelaps brevipilis (Leitner, 1949)
- Dendrolaelaps brevipiloides Hirschmann et Wisniewski, 1982
- Dendrolaelaps camponoti Wisniewski et Hirschmann, 1983
- Dendrolaelaps capensis (Berlese, 1920)
- Dendrolaelaps carolinensis McGraw et Farrier, 1969
- Dendrolaelaps casualis Huhta et Karg, 2010
- Dendrolaelaps coleopterophilus (Hirschmann, 1954)
- Dendrolaelaps comatus Hirschmann, 1960
- Dendrolaelaps cornutodaelei Hirschmann et Wisniewski, 1982
- Dendrolaelaps cornutohirschmanni Wisniewski, 1979
- Dendrolaelaps cornutulus Hirschmann, 1960
- Dendrolaelaps cornutus (Kramer, 1886)
- Dendrolaelaps crassipes (Schweizer, 1961)
- Dendrolaelaps crassitarsalis (Willmann, 1951)
- Dendrolaelaps cubae Wisniewski et Hirschmann, 1993
- Dendrolaelaps cylindricus (Berlese, 1918)
- Dendrolaelaps debilipes (Berlese, 1920)
- Dendrolaelaps disetosimilis Hirschmann, 1960
- Dendrolaelaps disetus (Hirschmann, 1954)
- Dendrolaelaps doljensis Wisniewski et Hirschmann, 1991
- Dendrolaelaps duplodens Wisniewski et Hirschmann, 1991
- Dendrolaelaps eichhorni Wisniewski, 1980
- Dendrolaelaps elaterophilus (Hirschmann, 1954)
- Dendrolaelaps fageticola (Schmölzer, 1995)
- Dendrolaelaps fallacoides Hirschmann et Wisniewski, 1982
- Dendrolaelaps fallax (Leitner, 1949)
- Dendrolaelaps forcipiformis Hirschmann, 1960
- Dendrolaelaps formicarius (Huhta et Karg, 2010)
- Dendrolaelaps fossilis Hirschmann, 1971
- Dendrolaelaps foveolatosimilis Hirschmann, 1960
- Dendrolaelaps foveolatus (Leitner, 1949)
- Dendrolaelaps frenzeli (Willmann, 1936)
- Dendrolaelaps fukikoae Ishikawa, 1977
- Dendrolaelaps glareoli Wisniewski et Hirschmann, 1984
- Dendrolaelaps halaskovae Schmölzer, 1995
- Dendrolaelaps halophilus (Willmann, 1951)
- Dendrolaelaps heterotrichus Hirschmann, 1960
- Dendrolaelaps hunteri Wisniewski, 1979
- Dendrolaelaps hurlbutti Hirschmann et Wisniewski, 1982
- Dendrolaelaps imitopraetarsalis Ma et Lin, 2005
- Dendrolaelaps insignis Hirschmann, 1960
- Dendrolaelaps isochetus Shcherbak et Bregetova, 1980
- Dendrolaelaps krantzi Wisniewski, 1979
- Dendrolaelaps laetus Shcherbak, 1980
- Dendrolaelaps langi Hirschmann et Wisniewski, 1984
- Dendrolaelaps lasiophilus Hirschmann, 1960
- Dendrolaelaps latior (Leitner, 1949)
- Dendrolaelaps latioroides Hirschmann et Wisniewski, 1982
- Dendrolaelaps latoides Hirschmann et Wisniewski, 1982
- Dendrolaelaps latus Hirschmann, 1960
- Dendrolaelaps lemani (Schweizer, 1961)
- Dendrolaelaps lindquisti Wisniewski, 1979
- Dendrolaelaps liujingyuani Ma, 2008
- Dendrolaelaps longiductus Wisniewski et Hirschmann, 1993
- Dendrolaelaps longifallax Hirschmann, 1960
- Dendrolaelaps longiusculus (Leitner, 1949)
- Dendrolaelaps louisianae Hirschmann et Wisniewski, 1982
- Dendrolaelaps lusikisikiae Hirschmann et Wisniewski, 1984
- Dendrolaelaps luxtoni Wisniewski et Hirschmann, 1989
- Dendrolaelaps macfarlanei (Ryke, 1962)
- Dendrolaelaps magnus Wisniewski et Hirschmann, 1993
- Dendrolaelaps majesticus Wisniewski et Hirschmann, 1989
- Dendrolaelaps markewitschi Shcherbak, 1980
- Dendrolaelaps marylandae (Hurlbutt, 1967)
- Dendrolaelaps medius Shcherbak, 1980
- Dendrolaelaps metwallyi El-Halawany et Abdel-Samad, 1991
- Dendrolaelaps modestus Barilo, 1989
- Dendrolaelaps monodentatus Wisniewski et Hirschmann, 1989
- Dendrolaelaps monoufiensis Sweelam et Nasreldin, 2017
- Dendrolaelaps moseri (Hurlbutt, 1967)
- Dendrolaelaps moserisimilis Shcherbak, 1984
- Dendrolaelaps myiaphilus (Karg, 2002)
- Dendrolaelaps myrmecophilus Hirschmann, 1960
- Dendrolaelaps natans (Pintchuk, 1972)
- Dendrolaelaps neocornutus (Hurlbutt, 1967)
- Dendrolaelaps neodisetosimilis McGraw et Farrier, 1969
- Dendrolaelaps neodisetus (Hurlbutt, 1967)
- Dendrolaelaps neozwoelferi Hirschmann, 1983
- Dendrolaelaps nikolai Shcherbak, 1978
- Dendrolaelaps ningxiaensis Ma et Bai, 2009
- Dendrolaelaps nostricornutus Hirschmann et Wisniewski, 1982
- Dendrolaelaps oblitus Hirschmann et Wisniewski, 1982
- Dendrolaelaps oligochetus Shcherbak, 1980
- Dendrolaelaps ophidiotrichus Luxton, 1982
- Dendrolaelaps opticus Barilo, 1989
- Dendrolaelaps oudemansi Halbert, 1915
- Dendrolaelaps oudemansiformis Hirschmann et Wisniewski, 1982
- Dendrolaelaps papuae Hirschmann et Wisniewski, 1982
- Dendrolaelaps paradoxa Shcherbak, 1982
- Dendrolaelaps passalorum (Pearse et Wharton, 1936)
- Dendrolaelaps peruensis Wisniewski et Hirschmann, 1989
- Dendrolaelaps piriformis Hirschmann et Wisniewski, 1982
- Dendrolaelaps populi Hirschmann, 1960
- Dendrolaelaps populoides Hirschmann et Wisniewski, 1982
- Dendrolaelaps posnaniensis Wisniewski et Hirschmann, 1984
- Dendrolaelaps praetarsalis Wisniewski et Hirschmann, 1985
- Dendrolaelaps presepum (Berlese, 1918)
- Dendrolaelaps procornutoides Hirschmann et Wisniewski, 1982
- Dendrolaelaps procornutus Hirschmann, 1960
- Dendrolaelaps proprius Shcherbak, 1985
- Dendrolaelaps proteae (Ryke, 1962)
- Dendrolaelaps punctatosimilis Hirschmann, 1960
- Dendrolaelaps punctatulus Hirschmann, 1960
- Dendrolaelaps punctatus (Hirschmann, 1954)
- Dendrolaelaps puntperivi (Schweizer, 1961)
- Dendrolaelaps quadricrinus (Berlese, 1920)
- Dendrolaelaps quadripilus (Berlese, 1920)
- Dendrolaelaps quadritorus (Robillard, 1971)
- Dendrolaelaps rackae Hirschmann et Wisniewski, 1982
- Dendrolaelaps rasmii Nasr et Mersal, 1986
- Dendrolaelaps rectus Karg, 1962
- Dendrolaelaps remotus Karg, 1977
- Dendrolaelaps reticulatus (Berlese, 1920)
- Dendrolaelaps reticulosus Hirschmann, 1960
- Dendrolaelaps rotoni (Hurlbutt, 1967)
- Dendrolaelaps rotundus Hirschmann, 1960
- Dendrolaelaps ruhmi Hirschmann, 1972
- Dendrolaelaps rykei Hirschmann, 1974
- Dendrolaelaps samsinaki Hirschmann et Wisniewski, 1982
- Dendrolaelaps saprophilus Huhta, 1982
- Dendrolaelaps schauenburgi (Schweizer, 1961)
- Dendrolaelaps schweizeri Hirschmann, 1960
- Dendrolaelaps sellnicki Hirschmann, 1960
- Dendrolaelaps sellnickiformis Hirschmann et Wisniewski, 1982
- Dendrolaelaps septentrionalis (Sellnick, 1958)
- Dendrolaelaps serratus Hirschmann, 1960
- Dendrolaelaps shcherbakaecornutus Hirschmann et Wisniewski, 1982
- Dendrolaelaps shennongjiaensis Ma et Liu, 2003
- Dendrolaelaps sibiriae Wisniewski et Michalski, 1983
- Dendrolaelaps simplicis Wisniewski et Hirschmann, 1991
- Dendrolaelaps sinodendronis Wisniewski et Hirschmann, 1989
- Dendrolaelaps sitalaensis (Bhattacharyya, 1978)
- Dendrolaelaps songshanensis Ma et Lin, 2005
- Dendrolaelaps stammeri Hirschmann, 1960
- Dendrolaelaps stammeriformis Hirschmann et Wisniewski, 1982
- Dendrolaelaps stanislavi Wisniewski et Hirschmann, 1993
- Dendrolaelaps strenzkei Hirschmann, 1960
- Dendrolaelaps tauricus Shcherbak, 1983
- Dendrolaelaps tenuipiloides Hirschmann et Wisniewski, 1982
- Dendrolaelaps tenuipilus Hirschmann, 1960
- Dendrolaelaps transkeiensis Hirschmann et Wisniewski, 1984
- Dendrolaelaps transportabilis Wisniewski et Hirschmann, 1993
- Dendrolaelaps transvaalensis (Ryke, 1962)
- Dendrolaelaps trapezoides Hirschmann, 1960
- Dendrolaelaps tritrichus Hirschmann, 1960
- Dendrolaelaps tuberosus Hirschmann, 1960
- Dendrolaelaps tumulus Luxton, 1982
- Dendrolaelaps uncinatus Hirschmann, 1960
- Dendrolaelaps undulatus Hirschmann, 1960
- Dendrolaelaps validulus (Berlese, 1920)
- Dendrolaelaps varipunctatus (Hurlbutt, 1967)
- Dendrolaelaps vermicularis Ma, 2001
- Dendrolaelaps viator (Vitzthum, 1921)
- Dendrolaelaps vitzthumicornutus Hirschmann et Wisniewski, 1982
- Dendrolaelaps wangfengzheni Ma, 1995
- Dendrolaelaps wengrisae Wisniewski, 1979
- Dendrolaelaps willmanni Hirschmann, 1960
- Dendrolaelaps xylophilus Wisniewski et Hirschmann, 1993
- Dendrolaelaps zaheri Metwally et Mersal, 1985
- Dendrolaelaps zwoelferi Hirschmann, 1960